# Bocskay FC Debrecen
Bocskay FC Debrecen war ein ungarischer Fußballverein aus Debrecen. Er spielte zwischen 1927 und 1940 insgesamt 13 Jahre in der ersten ungarischen Liga, der Nemzeti Bajnokság. Im Jahr 1930 gewann er den ungarischen Pokal.

## Geschichte
Der Verein wurde im Jahr 1926 als Profifußball-Klub unter dem Namen Bocskay Labdarúgó Szövetkezet (deutsch Fußball-Gemeinschaft Bocskay; kurz Bocskay LSz) gegründet und war nach Stephan Bocskai benannt. Die Spieler rekrutierten sich zum Großteil vom Lokalrivalen Debreceni Vasutas SC. Bei Gründung der ungarischen Profiliga wurde er in die zweite Spielklasse eingestuft. Dort beendete er die Saison 1926/27 auf dem zweiten Platz hinter Attila FC Miskolc und konnte sich in den anschließenden Relegationsspielen gegen den BAK FC Budapest, den Dritten der zweiten Liga, durchsetzen. Im Oktober 1927 wurde der Vereinsname in Bocskay Football Club geändert. In der ersten Liga wurde die Saison 1927/28 auf dem vorletzten Platz abgeschlossen. Dadurch musste Bocskay Relegationsspiele gegen den Zweiten der zweiten Liga, Turul FC Budapest, bestreiten und sicherte sich den Klassenerhalt. Die folgenden Spielzeiten schloss der Klub stets im vorderen Mittelfeld ab, konnte aber nicht in die Phalanx der Budapester Klubs einbrechen und in den Kampf um den Meistertitel eingreifen. Den größten Erfolg seiner Vereinsgeschichte feierte der Verein im Jahr 1930, als er sich im Finale um den ungarischen Pokal im Finale mit 5:1 gegen Bástya FC Szeged durchsetzen konnte. Die folgende Spielzeit schloss Bocskay abermals auf dem vierten Platz ab und qualifizierte sich dadurch für den Mitropapokal 1931, wo er in der ersten Runde nach zwei Niederlagen gegen den späteren Sieger First Vienna FC ausschied. Mit dem dritten Platz am Ende der Saison 1933/34 erreichte der Klub die beste Platzierung und schaffte erneut die Qualifikation zum Mitropapokal. Auch dort ereilte Bocskay in der ersten Runde das Aus nach einem 0:2 im Hinspiel und einem 2:1-Erfolg im Rückspiel gegen den späteren Titelträger AGC Bologna.
In den folgenden Jahren geriet Bocskay in finanzielle Schwierigkeiten, so dass viele Spieler den Verein verließen, und konnte nicht mehr an diese Erfolge anschließen. Die Saison 1934/35 beendete er auf dem neunten Platz und sicherte sich erst spät den Klassenerhalt. Nach zwei sechsten Plätzen in den darauf folgenden Spielzeiten kämpfte Bocskay auch in der Saison 1937/38 um den Klassenerhalt, der mit dem elften Platz gesichert wurde. Am Ende der Spielzeit 1938/39 war der Klub sportlich bereits abgestiegen, profitierte aber vom Rückzug des Phöbus FC. Die Saison 1939/40 wurde die letzte in der Vereinsgeschichte. Nach dem sportlich gesicherten Klassenerhalt löste sich der Klub auf, da keine neuen Geldgeber mehr gefunden werden konnten.

## Erfolge
- Ungarischer Pokalsieger: 1929/30
- Teilnahme am Mitropapokal: 1931, 1934

## Ehemalige Trainer
- Emil Rauchmaul (1931)
- György Orth (1932–1933)